# فرنسيسكو غوميز (عسكري)
فرنسيسكو غوميز (بالإنجليزية: Francisco Gomez) هو عسكري أمريكي، ولد في 1576، وتوفي في 1656 في سانتا فيه في الولايات المتحدة.